# 부이라

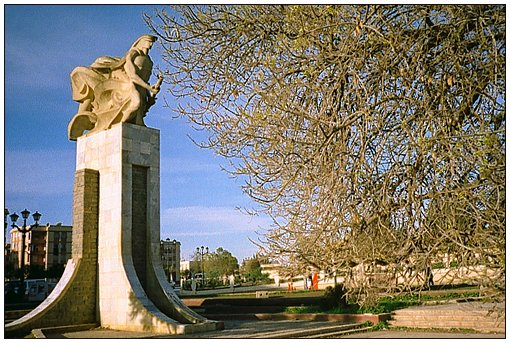
부이라

부이라(아랍어: بويرة, 프랑스어: Bouïra)는 알제리의 도시로 부이라 주의 주도이며 면적은 127.55km2, 높이는 87m, 인구는 307,987명(2007년 기준), 인구 밀도는 2,400명/km2이다.